# Polska Wyższa Szkoła Humanistyczna
Polska Wyższa Szkoła Humanistyczna – szkoła wyższa na Białorusi, utworzona w 2001 roku, posiadająca filie w Mińsku, Grodnie i Baranowiczach.

## Struktura
Szkoła stanowiła jednostkę autonomiczną (wydział) Białoruskiego Instytutu Prawoznawstwa w Mińsku. Jej dyrektorem był prezes Polskiego Towarzystwa Naukowego na Białorusi (PTNnB), doc. Czesław Bieńkowski. Posiadała filie w Mińsku, Grodnie i Baranowiczach. Oferować miała studia licencjackie i magisterskie, w trybie dziennym i zaocznym. Nauka trwać miała od 3,5 do 6 lat, w zależności od rodzaju i trybu studiów. Prowadzono nabór na następujące kierunki:
- prawo międzynarodowe ze specjalizacją prawo europejskie (Polska, Niemcy, Rosja);
- zarządzanie (prawo municypalne);
- ekonomia ze specjalizacją międzynarodowe stosunki gospodarcze;
- księgowość, analiza i audyt ze specjalizacją audyt w krajach europejskich;
- psychologia;
- politologia;
- wydział przygotowawczy z kierunkami: filologia polska z germanistyką lub anglistyką, informatyka stosowana, guwernanctwo;
- podyplomowe studia magisterskie[1].

Zajęcia w założeniu miały odbywać się w języku polskim, jednak słaba jego znajomość wśród studentów spowodowała, że w programie studiów I roku znalazł się intensywny kurs językowy w wymiarze 6–8 godzin tygodniowo. Stanowić miał on przygotowanie do wprowadzenia języka polskiego jako wykładowego od 3 semestru.

## Historia
Placówka została utworzona w 2001 roku, zgodnie z porozumieniem zawartym między PTN i władzami Białoruskiego Instytutu Prawoznawstwa. W czerwcu tego samego roku w filiach szkoły rozpoczęto pierwszą rekrutację. Ze względu na brak materiału źródłowego nie wiadomo, czy szkoła nadal istnieje i działa.